# Eleições presidenciais na Áustria em 2016
A décima-segunda eleição presidencial da Segunda República Austríaca de 2016 foi realizada no primeiro turno a 24 de abril e a 22 de maio no segundo turno. O presidente eleito recebe um mandato de seis anos.
O presidente cessante, o social-democrata Heinz Fischer, eleito em 2004 e reeleito em 2010, constitucionalmente impossibilitado de se recandidatar a um terceiro mandato consecutivo. Seis candidatos apresentaram-se nesta eleição, ou seja, o maior número de candidatos para a presidência da República desde 1951.
No final da primeira volta, os dois principais candidatos foram Norbert Hofer, apoiado pelo Partido da liberdade da Áustria (FPÖ), e Alexander Van der Bellen, independente, mas apoiado por Os Verdes, do qual foi secretario-geral, que reuniram, respetivamente 35,1% e 21,3 % dos votos. Esta eleição é histórica, porque, pela primeira vez desde 1951, a segundo volta não é debatida por um dos candidatos apoiados pelos dois principais partidos austríacos, sendo eles o Partido social democrático (SPÖ) e o Partido popular (ÖVP), estes últimos sendo relegados respectivamente nos quartos e quintos lugares da primeira volta.
Na noite da segundo volta, o resultado não esteve disponível devido a uma diferença de vozes insuficiente para determinar o vencedor da eleição. Norbert Hofer admite, finalmente, a sua derrota por Alexander Van der Bellen, quem ganha com apenas 50,3 % dos votos. No entanto, várias irregularidades levaram à abertura de um inquérito do Tribunal constitucional austríaco, o que invalidou a segunda volta a 1 de julho de 2016. Uma nova segunda estava prevista para o dia 2 de outubro e, em seguida, foi adiada para 4 de dezembro, depois da distribuição de boletins defeituosos fornecidos pelo ministério do Interior.

## Contexto político
A 25 de abril, o social-democrata Heinz Fischer foi eleito presidente federal da República da Áustria obtendo 52.3% dos votos, face à conservadora, Benita Ferrero-Waldner, no final da primeira volta. Ele sucede, a 8 de julho seguinte, Thomas Klestil, que faleceu dois dias antes, após uma longa doença, para um mandato de seis anos, renovável apenas uma vez segundo a constituição federal.
Seis anos mais tarde, em 2010, Heinz Fischer afirma-se como um candidato para a sua própria sucessão. Amplamente favorito desta nova eleição presidencial, o chefe de Estado cessante é o oposto dos outros dois candidatos : Barbara Rosenkranz, apoiada pelo partido da liberdade e Rudolf Gehring, representante do Partido Cristão da Áustria (CPÖ). No final de uma campanha eleitoral marcada por incidentes repetidos da candidata de extrema direita, Fischer foi facilmente re-eleito para a presidência da República, com 79.3% dos votos.

## Termos e condições da votação

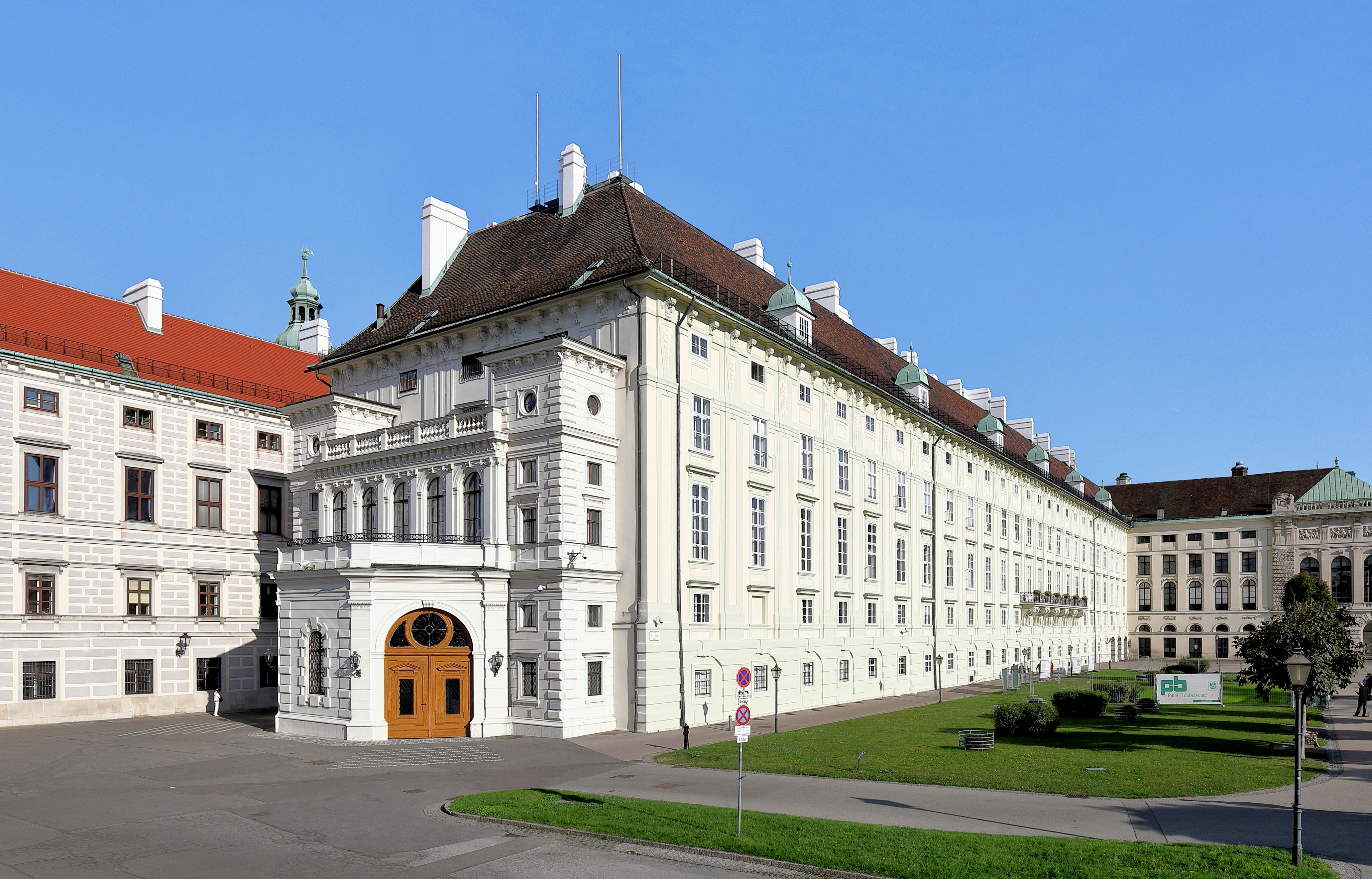
Hofburg, a sede da presidência da República da Áustria.

Os termos e condições específicos para a eleição presidencial são apresentados no artigo 60 da lei constitucional. O presidente federal da República da Áustria é eleito em sufrágio universal direto para um mandato de seis anos.
Eleito em 2004 para um mandato inicial de seis anos, Heinz Fischer apresentado para a sua própria sucessão, e foi eleito presidente federal no final da primeira volta para um segundo mandato de seis anos. A Constituição federal impedi-o assim, no entanto, de candidatar a esta eleição presidencial, sendo o mandato do chefe de Estado renovável apenas uma vez.
Qualquer cidadão de, pelo menos, 35 anos de idade a 1 de janeiro do ano da eleição, poderá apresentar a sua candidatura à presidência da República, desde que sejam recolhidas ao menos 6 000 inscrições dos cidadãos austríacos. Uma modificação da lei eleitoral permite que os membros da casa imperial e real de Habsburgo-Lorena ou da casa dos Habsburgos, que governaram a Áustria, a apresentar a sua candidatura para a eleição presidencial. Esta é a primeira vez, desde que essa alteração constitucional e eleitoral datando de 1 de outubro 2011 é aprovada pelas duas câmaras do Parlamento federal.
Na primeira volta, o candidato que ganha a maioria absoluta dos votos expressos, isto é, pelo menos, 50 %, é declarado eleito. No caso oposto, uma segunda volta, convocada quatro semanas mais tarde, opões os dois candidatos que obtiveram mais votos na primeira volta e aquele que recolhe o maior número de votos é finalmente eleito.

## Candidatos

### Norbert Hofer
Em 2010, o FPÖ designa como candidata, Barbara Rosenkranz, uma mulher política controversa por causa das suas afirmações ambíguas sobre o regime nazi ; é amplamente batida pelo presidente Fischer no final da primeira volta. A 28 de janeiro de 2016, o terceiro presidente do Conselho nacional, Norbert Hofer, foi escolhido como candidato à eleição presidencial. Aos 44 anos de idade, ele é o mais jovem candidato nesta eleição presidencial.

### Rudolf Hundstorfer
O candidato considerado o mais provável do Partido social democrático (SPÖ), liderado pelo chanceler Werner Faymann e a partir do qual o chefe de Estado cessante Heinz Fischer, o ministro do Trabalho Rudolf Hundstorfer é finalmente nomeado candidato na eleição presidencial no final de uma comissão política do partido, a  15 de janeiro de 2015. Outros nomes foram mencionados para esta candidatura, como as do presidente do Conselho nacional, Doris Bures, e o ex-chanceler, um social-democrata Franz Vranitzky. Com 64 anos, Rudolf Hundstorfer é próximo do chanceler Faymann, da qual ele é um dos ministros desde 2008 ; demitiu-se do governo a 26 de janeiro de 2016 para se concentrar na sua candidatura presidencial.

### Irmgard Griss
Com 69 anos, Irmgard Griss, presidente do supremo Tribunal de 2007 a 2011, declara a sua candidatura a 17 de deembro de 2015. Sem apoio partidário, ela afirma-se como "independente", embora que o partido liberal NEOS estaria disposto para apoiá-la enquanto ela não reivindicava uma formação política. Regularmente citada como uma das possíveis candidatas entre 2014 e 2015, ela nega qualquer candidatura até à sua declaração pública, feita através de um vídeo publicado no YouTube.

### Andreas Khol
Durante as últimas eleições presidenciais, o Partido popular na áustria (ÖVP), aliados ao SPÖ, no quadro de uma grande coligação, não apresenta nenhum candidato, sem antes apoiar a candidatura do chefe de Estado cessante, Heinz Fischer. Desta vez, ele decide apresentar o seu próprio candidato, na pessoa de Andreas Khol, nomeado a 10 de janeiro de 2016. Com 74 anos de idade, ele é o presidente do Conselho nacional entre 2002 e 2006. Antes da sua nomeação, as sondagens mostravam uma certa preferência da opinião a respeito da nomeação do governador da Baixa Áustria, Erwin Pröll, sem que este exprima interesse para uma candidatura.

### Richard Lugner
Richard Lugner entrou para a política em 1990. Durante as eleições presidenciais de 1998, ele terminou em quarto lugar (dos cinco candidatos) com 9.91% dos votos.
Por ocasião das eleições legislativas de 1999, criou uma plataforma chamada Os Independentes, que recebe apenas 1,02% dos votos e, portanto, nenhum assento no Conselho nacional.

### Alexander Van der Bellen
Presidente dos Verdes entre 1997 e 2008, o economista Alexander Van der Bellen, de 72 anos, declara a sua candidatura para a eleição presidencial num vídeo divulgado no YouTube. Recusando-se a ser oficialmente suportado por uma política de formação, apesar de o apoio financeiro dos Verdes, é um dos favoritos de várias sondagens de opinião que dão cabeça na primeira volta.

## Sondagens

### Primeira volta
| Data                    | Photographie de Rudolf Hundstorfer | Photographie d'Andreas Khol | Photographie de Norbert Hofer | Photographie d'Alexander Van der Bellen | photographie d'Irmgard Griss | Diferença (pontos) |      |     |
| Data                    | Rudolf Hundstorfer                 | Andreas Khol                | Norbert Hofer                 | Alexander van der Bellen                | Irmgard Griss                | Diferença (pontos) |      |     |
| ----------------------- | ---------------------------------- | --------------------------- | ----------------------------- | --------------------------------------- | ---------------------------- | ------------------ | ---- | --- |
| Data                    | 28 de janeiro de 2016              | 17 %                        | 15 %                          | 8 %                                     | 33 %                         | Diferença (pontos) | 27 % | + 6 |
| 30 de janeiro de 2016   | 23 %                               | 14 %                        | 17 %                          | 26 %                                    | 20 %                         | + 6                |      |     |
| 4 de fevereiro de 2016  | 17 %                               | 13 %                        | 19 %                          | 28 %                                    | 22 %                         | + 6                |      |     |
| 5 de fevereiro de 2016  | 15 %                               | 17 %                        | 20 %                          | 29 %                                    | 18 %                         | + 9                |      |     |
| 25 de fevereiro de 2016 | 16 %                               | 14 %                        | 19 %                          | 27 %                                    | 19 %                         | + 8                |      |     |
| 27 de fevereiro de 2016 | 19-20 %                            | 19-20 %                     | 16-17 %                       | 24-25 %                                 | 18-19 %                      | + 5                |      |     |
| 10 de março de 2016     | 16 %                               | 16 %                        | 19 %                          | 26 %                                    | 19 %                         | + 7                |      |     |
| 23 de março de 2016     | 19 %                               | 10 %                        | 22 %                          | 26 %                                    | 20 %                         | + 4                |      |     |
| 24 de março de 2016     | 21 %                               | 15 %                        | 21 %                          | 19 %                                    | 13 %                         | + 2                |      |     |

### Segunda volta cancelada (maio de 2016)
| Data                    | photographie d'Alexander van der Bellen | photographie de Norbert Hofer | Diferença (pontos) |      |      |
| Data                    | Alexander Van der Bellen                | Norbert Hofer                 | Diferença (pontos) |      |      |
| ----------------------- | --------------------------------------- | ----------------------------- | ------------------ | ---- | ---- |
| Data                    | 5 de fevereiro de 2016                  | 39 %                          | Diferença (pontos) | 27 % | + 12 |
| 25 de fevereiro de 2016 | 58 %                                    | 42 %                          | + 16               |      |      |
| 10 de março de 2016     | 55 %                                    | 45 %                          | + 10               |      |      |
| 29 de abril de 2016     | 50 %                                    | 50 %                          | 0                  |      |      |
| 11 de maio de 2016      | 47,7 %                                  | 52,3 %                        | + 4,6              |      |      |
| 12 de maio de 2016      | 47 %                                    | 53 %                          | + 6                |      |      |

### Segunda volta (dezembro de 2016)
| Data                   | photographie d'Alexander van der Bellen | photographie de Norbert Hofer | Diferença (pontos) |        |       |
| Data                   | Alexander Van der Bellen                | Norbert Hofer                 | Diferença (pontos) |        |       |
| ---------------------- | --------------------------------------- | ----------------------------- | ------------------ | ------ | ----- |
| Data                   | 10 de junho de 2016                     | 50,6 %                        | Diferença (pontos) | 49,4 % | + 1,2 |
| 27 de junho de 2016    | 50,6 %                                  | 49,4 %                        | + 1,2              |        |       |
| 6 de julho de 2016     | 37 %                                    | 37 %                          | 0                  |        |       |
| 6 de julho de 2016     | 49 %                                    | 51 %                          | + 2                |        |       |
| 28 de julho de 2016    | 48 %                                    | 52 %                          | + 4                |        |       |
| 11 de agosto de 2016   | 48 %                                    | 52 %                          | + 4                |        |       |
| 24 de agosto de 2016   | 47 %                                    | 53 %                          | + 6                |        |       |
| 2 de setembro de 2016  | 51 %                                    | 49 %                          | + 2                |        |       |
| 8 de setembro de 2016  | 48 %                                    | 52 %                          | + 4                |        |       |
| 8 de setembro de 2016  | 51 %                                    | 49 %                          | + 2                |        |       |
| 15 de setembro de 2016 | 49 %                                    | 51 %                          | + 2                |        |       |
| 24 de setembro de 2016 | 49 %                                    | 51 %                          | + 2                |        |       |
| 6 de outubro de 2016   | 50 %                                    | 50 %                          | 0                  |        |       |

## Resultados

### A nível nacional
Resultados da eleição presidencial austríaca de 2016
|                           |                           |                                     | Primeira volta | Primeira volta | Segunda volta | Segunda volta |
| ------------------------- | ------------------------- | ----------------------------------- | -------------- | -------------- | ------------- | ------------- |
| Inscritos                 | Inscritos                 | Inscritos                           | 6 382 507      |                | 6 382 507     |               |
| Abstenções                | Abstenções                | Abstenções                          | 2 010 595      | 31,5 %         | 1 739 353     | 27,25 %       |
| Eleitores                 | Eleitores                 | Eleitores                           | 4 371 912      | 68,5 %         | 4 643 154     | 72,75 %       |
|                           |                           |                                     |                |                |               |               |
| Boletins registados       | Boletins registados       | Boletins registados                 | 4 371 912      |                | 4 643 154     |               |
| Boletins brancos ou nulos | Boletins brancos ou nulos | Boletins brancos ou nulos           | 92 742         | 2,12 %         | 165 212       | 3,56 %        |
| Votos expressos           | Votos expressos           | Votos expressos                     | 4 279 170      | 97,88 %        | 4 477 942     | 96,44 %       |
|                           | Candidato                 | Partido                             | Votos          | Percentagem    | Votos         | Percentagem   |
|                           | Norbert Hofer             | Partido da Liberdade da Áustria     | 1 499 971      | 35,05 %        | 2 223 458     | 49,65 %       |
|                           | Alexander Van der Bellen  | Os Verdes - Alternativa Verde       | 913 218        | 21,34 %        | 2 254 484     | 50,35 %       |
|                           | Irmgard Griss             | Independente                        | 810 641        | 18,94 %        |               |               |
|                           | Rudolf Hundstorfer        | Partido social-democrata da Áustria | 482 790        | 11,28 %        |               |               |
|                           | Andreas Khol              | Partido popular austríaco           | 475 767        | 11,12 %        |               |               |
|                           | Richard Lugner            | Independente                        | 96 783         | 2,26 %         |               |               |

### Num mapa

#### Primeira volta

Principal candidato por distrito
Principal candidato por cidade
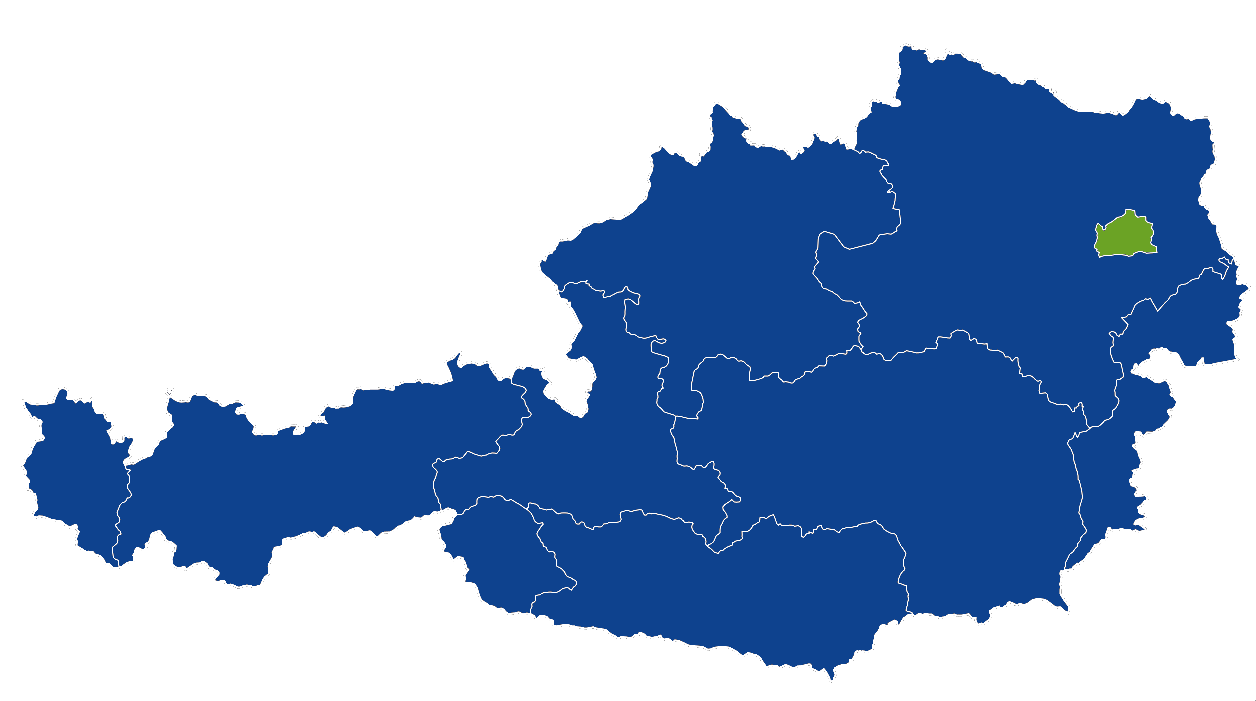
Principal candidato por estado

#### Segunda volta cancelada

Principal candidato por distrito
Principal candidato por cidade
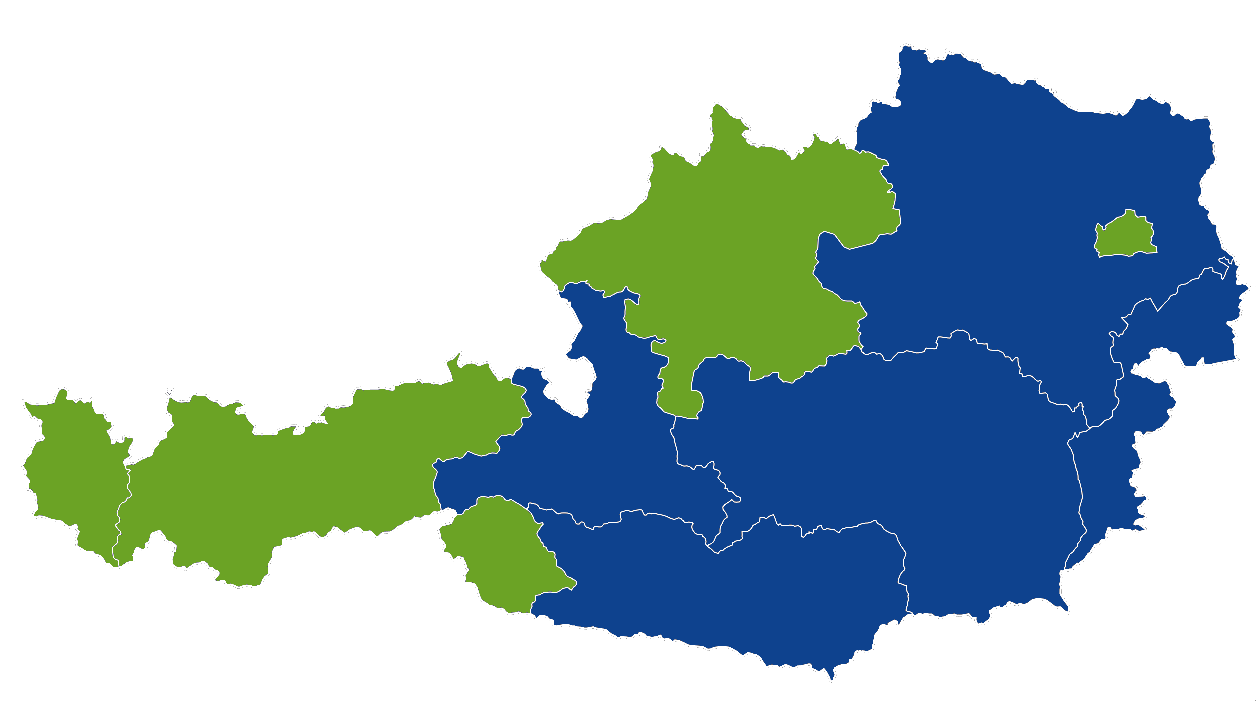
Principal candidato por estado

### Por Estado

#### Primeira volta
| Estado         | Norbert Hofer | Norbert Hofer | Alexander Van der Bellen | Alexander Van der Bellen | Irmgard Griss | Irmgard Griss | Rudolf Hundstorfer | Rudolf Hundstorfer | Andreas Khol | Andreas Khol | Richard Lugner | Richard Lugner |
| Estado         | Votos         | %             | Votos                    | %                        | Votos         | %             | Votos              | %                  | Votos        | %            | Votos          | %              |
| -------------- | ------------- | ------------- | ------------------------ | ------------------------ | ------------- | ------------- | ------------------ | ------------------ | ------------ | ------------ | -------------- | -------------- |
| Basse-Autriche | 342 568       | 35,6          | 174 569                  | 18,1                     | 168 148       | 17,5          | 114 577            | 11,9               | 136 697      | 14,2         | 26 064         | 2,7            |
| Burgenland     | 73 676        | 41,9          | 23 278                   | 13,2                     | 21 870        | 12,4          | 30 802             | 17,5               | 22 910       | 13,0         | 3 317          | 1,9            |
| Carinthie      | 110 776       | 38,8          | 40 934                   | 14,3                     | 65 400        | 22,9          | 38 714             | 13,6               | 19 782       | 6,9          | 9 704          | 3,4            |
| Haute-Autriche | 263 487       | 35,1          | 153 436                  | 20,5                     | 131 013       | 17,5          | 88 419             | 11,8               | 99 432       | 13,3         | 14 259         | 1,9            |
| Salzbourg      | 99 476        | 37,3          | 51 735                   | 19,4                     | 47 856        | 18,0          | 26 200             | 9,8                | 35 038       | 13,2         | 6 054          | 2,3            |
| Styrie         | 255 552       | 38,8          | 113 877                  | 17,3                     | 143 176       | 21,8          | 67 945             | 10,3               | 63 866       | 9,7          | 13 511         | 2,1            |
| Tyrol          | 109 552       | 35,5          | 75 190                   | 24,4                     | 59 372        | 19,2          | 18 796             | 6,1                | 38 969       | 12,6         | 6 660          | 2,2            |
| Vienne         | 200 933       | 27,7          | 237 765                  | 32,7                     | 138 577       | 19,1          | 91 030             | 12,5               | 43 627       | 6,0          | 14 131         | 1,9            |
| Vorarlberg     | 43 951        | 30,0          | 42 434                   | 29,0                     | 35 229        | 24,1          | 6 307              | 4,3                | 15 446       | 10,5         | 3 083          | 2,1            |

#### Segunda volta cancelada
| Estado        | Norbert Hofer | Norbert Hofer | Alexander Van der Bellen | Alexander Van der Bellen |
| Estado        | Votos         | %             | Votos                    | %                        |
| ------------- | ------------- | ------------- | ------------------------ | ------------------------ |
| Baixa Áustria | 513 814       | 52,6          | 462 622                  | 47,4                     |
| Burgenland    | 97 073        | 63,0          | 57 077                   | 37,0                     |
| Caríntia      | 169 564       | 58,1          | 122 299                  | 41,9                     |
| Alta Áustria  | 376 647       | 48,7          | 397 119                  | 51,3                     |
| Salzburgo     | 144 938       | 52,8          | 129 569                  | 47,2                     |
| Estíria       | 381 955       | 56,2          | 297 400                  | 43,8                     |
| Tirol         | 169 587       | 48,6          | 179 281                  | 51,4                     |
| Viena         | 288 608       | 36,7          | 498 168                  | 63,3                     |
| Vorarlberg    | 71 217        | Um 41.4       | 100 777                  | 58,6                     |